# Раймон-Робер III (виконт Тартаса)

Раймон Робер III (Raymond Robert III) (ум. 1294) — виконт Тартаса, сеньор Микса и Остабаре с 1283.
Исторические документы, в которых он упоминается прижизненно или вскоре после смерти, не сохранились. Вся информация — из книги Жана де Жургена «La Vasconie : étude historique et critique sur les origines du royaume de Navarre, du duché de Gascogne, des comtés de Comminges, d’Aragon, de Foix, de Bigorre, d’Alava & de Biscaye, de la vicomté de Béarn et des grands fiefs du duché de Gascogne».
Второй сын Раймона Арно де Тартаса (ум. после 1248). По завещанию отца получил сеньории Гамард, Терси и Билор, через какое-то время захваченные виконтом Беарна Гастоном VII. Вернул эти земли в 1279 году при посредничестве английского короля Эдуарда I.
После смерти племянника, Жана де Дакса, умершего до 8 февраля 1283 года, унаследовал виконтство Дакс и другие владения.
В 1292 году (19 декабря) в Памплоне принёс оммаж Филиппу Красивому — королю Франции и Наварры, за земли под наваррским сюзеренитетом — замок Вильнёв и сеньории Микс и Остабаре.
Жена (имя не известно) — дочь Арно Ламбера, купца из Бордо. Единственный ребёнок — сын:
- Арно Раймон III, виконт Тартаса.